# Valdivienne

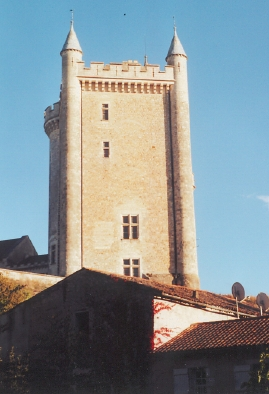
Donjon van het kasteel van Morthemer

Valdivienne is een gemeente in het Franse departement Vienne (regio Nouvelle-Aquitaine). De gemeente telde 2.728 inwoners op 1 januari 2022. De plaats maakt deel uit van het arrondissement Montmorillon.

## Geschiedenis
De gemeente werd opgericht in 1969 door de fusie van de gemeenten Morthemer, Salles-en-Toulon en Saint-Martin-la-Rivière en werd in 1974 nog uitgebreid met de voormalige gemeente La Chapelle-Morthemer.

## Geografie
De oppervlakte van Valdivienne bedraagt 61,8 km², de bevolkingsdichtheid is 37,3 inwoners per km².
De onderstaande kaart toont de ligging van Valdivienne met de belangrijkste infrastructuur en aangrenzende gemeenten.

## Demografie
Onderstaande figuur toont het verloop van het inwonertal (bron: INSEE-tellingen).